# Kersenspinner
De kersenspinner (Odonestis pruni) is een nachtvlinder behorende tot de familie van de spinners (Lasiocampidae). Het is de enige Odonestis-soort.

## Beschrijving
De voorvleugellengte bedraagt 22 tot 25 millimeter bij de mannetjes en 25 tot 30 millimeter bij de vrouwtjes. De soort lijkt op de hageheld en de kleine hageheld, maar de gele band over de voorvleugel ontbreekt. Bovendien hebben de hageheld en kleine hageheld een gladde achterrand van de voorvleugel, terwijl die bij de kersenspinner gekarteld is.

## Rups
Als waardplanten voor deze soort dienen verschillende Prunus-soorten (zie soortaanduiding pruni), vooral kers (vandaar de Nederlandse naam). De rups is te vinden vanaf september, waarna hij overwintert, en dan weer tot juni.

## Voorkomen
De soort komt verspreid voor in Europa, Klein-Azië, China en Japan.

### Nederland en België
In Nederland en België is het kersenspinner zeer zeldzaam. In Nederland wordt de soort vooral in het oosten gezien, in België vooral in het zuiden. De vliegtijd is van halverwege juni tot in augustus in één generatie. Soms volgt er bij gunstige omstandigheden een partiële tweede generatie in september.